# Provincia de Soto
La provincia de Soto fue una división administrativa y territorial de la República de la Nueva Granada, creada por medio de la ley del 17 de abril de 1850 con la unión de los cantones de Girón, Piedecuesta y Bucaramanga, pertenecientes a la provincia de Pamplona. La provincia existió hasta el 18 de abril de 1855, cuando fue suprimida y su territorio reintegrado a la provincia de Pamplona. Su nombre fue dado en honor al ilustre granadino Francisco Soto.
En 1857 la provincia de Soto conformó parte del Estado Soberano de Santander como una de sus divisiones administrativas (de diversas denominaciones a lo largo de la vida de esa entidad). Una vez que Santander fue convertido en departamento en 1886, la provincia de Soto resurgió como una de sus entidades internas.

## Geografía

Provincias de los Santanderes en 1855.

### Límites
Al momento de su erección, Soto confinaba con las siguientes provincias (en el sentido de las agujas del reloj): Mompóx, Ocaña, Santander, Pamplona, Socorro y Antioquia. Los límites entre provincias no estaban del todo claros pero Agustín Codazzi durante las expediciones que se llevaron a cabo durante la Comisión Corográfica (1850-1859) realizó una minuciosa descripción de los linderos, así como de la geografía, de la mayoría de las provincias que conformaban la República de la Nueva Granada.
A grandes rasgos, los límites que correspondían a la Provincia de Soto en 1851 empezaban en la boca del caño Chocó siguiendo su curso hasta encontrar el Lebrija. Por este seguía hasta encontrar el Alto Montañitas, seguía luego las cumbres de la cordillera hasta el Páramo de Guerrero, de allí pasaba por las cumbres de los páramos Picacho del Fraile, Bagueche, Cachirí y
Sumalina, luego siguiendo en línea recta hasta el Nudo de Santurbán.
Desde Santurbán seguía por las cubres del páramo para luego continuar por el curso del río Suaque. De allí el lindero continuaba por el Alto de Babilonia y de allí al Alto de Aguablanca, del cual seguía por el Guaca hasta el río Chicamocha.

### Aspecto físico

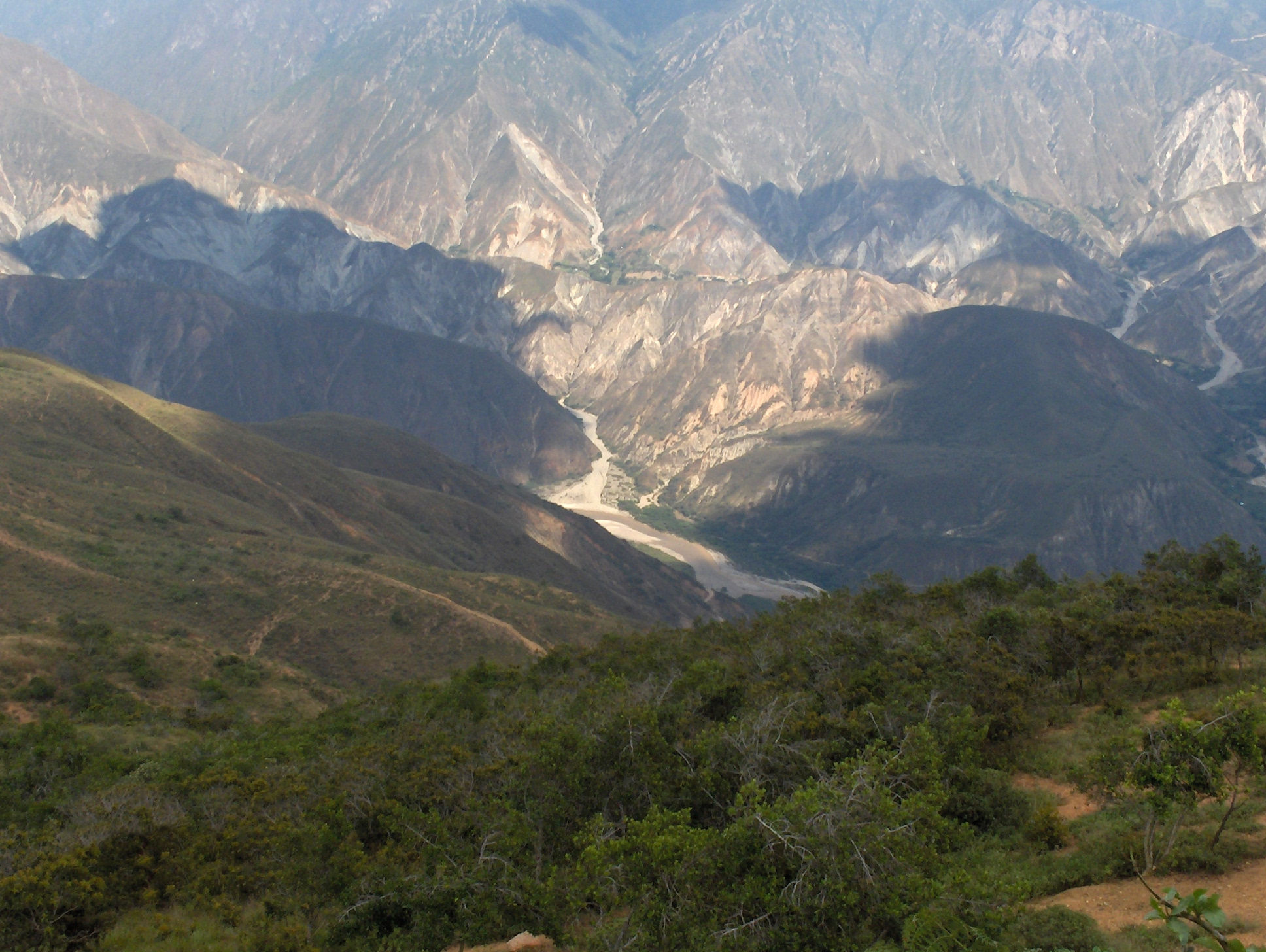
Cañón del río Chicamocha.

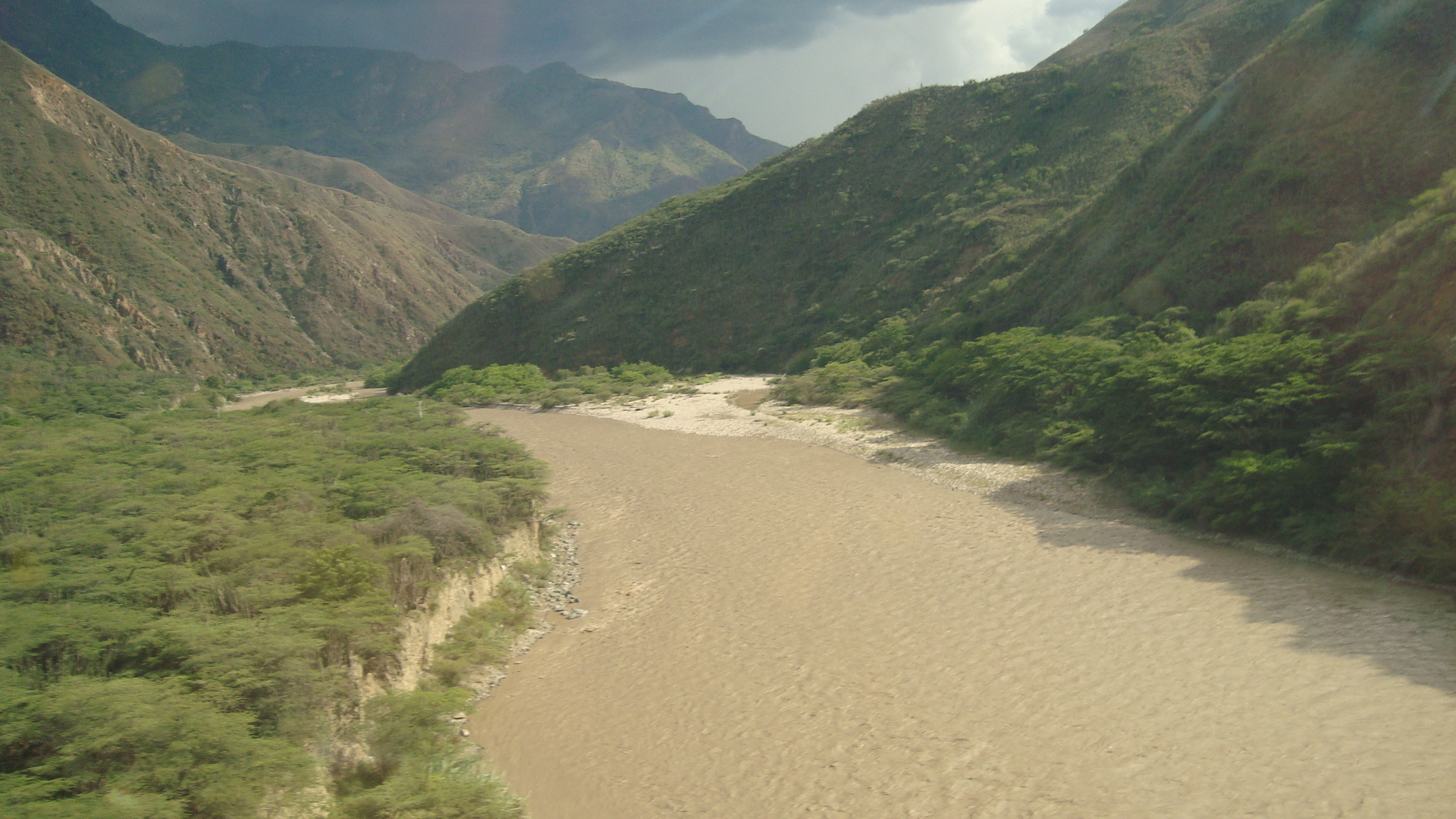
Río Chicamocha.

La provincia de Soto se dividía en varias regiones bien diferenciadas: las planicies del Magdalena, las serranías de la cordillera y los valles aledaños al cañón del Chicamocha. Las cumbres de la cordillera Oriental se ubicaban en la mitad este de la provincia mientras las llanuras aluviales en la parte oeste. Las selvas cubrían buena parte de la región.
Dentro de los ríos, el Lebrija era el más importante de la provincia. El Sogamoso y el Magdalena, que recorría en su límite occidental, eran también fundamentales para la comunicación y el comercio con otras provincias.

### División territorial

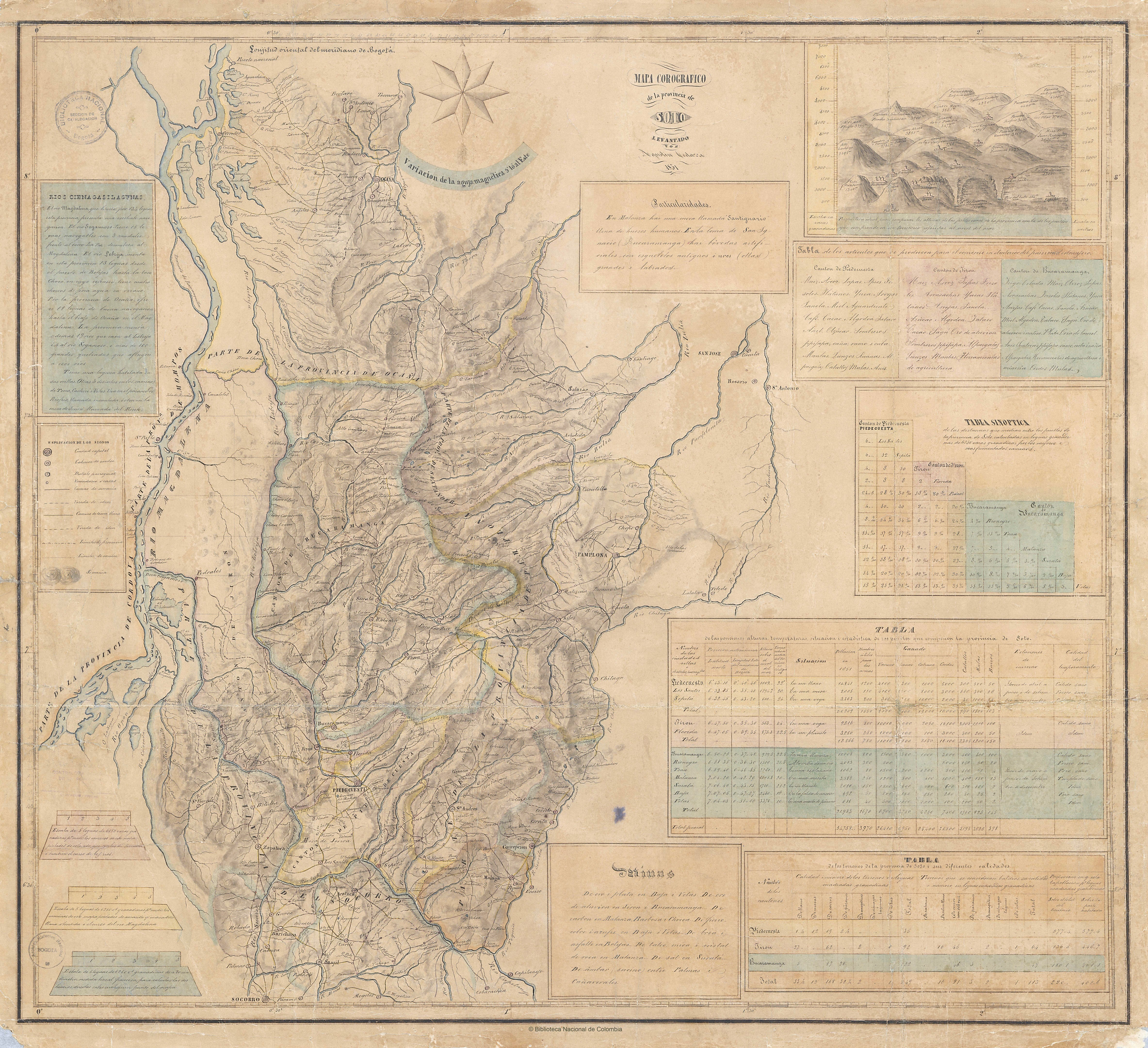
Provincia de Soto en 1851.

La provincia estaba dividida en tres cantones: Piedecuesta, Girón y Bucaramanga. Todos ellos estaban divididos en distritos parroquiales y aldeas, de la siguiente manera:
- Cantón de Piedecuesta: Piedecuesta, Los Santos y Cepitá.
- Cantón de Bucaramanga: Bucaramanga, Baja, Matanza, Rionegro, Suratá, Tona y Vetas.
- Cantón de Girón: Girón, Floridablanca y Pedral.

## Economía
La provincia contenía minerales en abundancia pero poco explotados, en especial oro y plata. La explotación de recursos naturales se basaba ante todo en la madera.
Se sembraban en la provincia cacao, café, tabaco, algodón, trigo, papa, maíz, entre otros. Estos productos se comercializaban con las provincias aledañas y con las cercanas de Venezuela. En cuanto a la manufactura, se producían ante todo tejidos de algodón y lana que eran muy apreciados.

## Demografía
Según el censo de 1851, la provincia contaba con 54.767 habitantes, de los cuales 26.550 eran hombres y 28.217 eran mujeres.

## Gobernadores
| Periodo             | Periodo             | Gobernador                     |
| Inicio              | Final               | Gobernador                     |
| ------------------- | ------------------- | ------------------------------ |
| 1851                | 1852                | Coronel Marco A. Estrada Plata |
| 1852                | 185?                | Manuel Plata Azuero            |
| 185?                | 17 de abril de 1854 | Domingo Mutis Amaya            |
| 17 de abril de 1854 | 185?                | Alipio Mantilla                |